# Episodi di Shetland (settima stagione)
La settima stagione della serie televisiva Shetland è stata trasmessa nel Regno Unito per la prima volta dall'emittente BBC One dal 10 agosto al 14 settembre 2022.
| nº | Titolo originale | Prima TV UK       | Prima TV Italia |
| -- | ---------------- | ----------------- | --------------- |
| 1  | Episode 1        | 10 agosto 2022    | 14 giugno 2023  |
| 2  | Episode 2        | 17 agosto 2022    | 14 giugno 2023  |
| 3  | Episode 3        | 24 agosto 2022    | 21 giugno 2023  |
| 4  | Episode 4        | 31 agosto 2022    | 21 giugno 2023  |
| 5  | Episode 5        | 7 settembre 2022  | 28 giugno 2023  |
| 6  | Episode 6        | 14 settembre 2022 | 28 giugno 2023  |